# Micrometopus punctipennis
Micrometopus punctipennis Quedenfeldt, 1885  è un coleottero della famiglia dei Cerambicidi. È l'unica specie nota del genere Micrometopus.